# Турбомека Палас
Турбомека палас (фр. Turbomeca Palas) је мали центрифугални млазни мотор који се користио за покретање мањих авиона. Настао је од модела Турбомека Пимење, а дизајнирала га је 1950. године француска фабрика Турбомека. Такође, по лиценцом се производи и у Уједињеном Краљевству у фабрици Блекберн енд џенерал еркрафт (енгл. Blackburn and General Aircraft) и у САД у Теледин континетал моторс (енгл. Teledyne Continental Motors).
Фабрика мотора у Раковици је 1952. године добила лиценцу за производњу овог типа мотора, а први примерак направљен је годину дана касније и био је то први израђен млазни мотор у Србији. Међутим, по изради пробне серије његова производња није настављена даље.

## Дизајн и развој
Палас има центрифугални компресор и аксијалну турбину са лопатицама урађеним заједно са диском. Снабдевање горивом решено је помоћу перфорираног прстена постављеног на вратило компресора са задатком да створи центрифугалну силу и на тај начин распрши гориво.
Занимљиво је да се у време кад је Турбомека развијала програм млазних мотора малог потиска испоставило да у свету не постоји интересовање за ту врсту мотора - тада су практичнији били мотори са што већим потиском. То је довело фабрику на ивицу банкротства и од пропасти их је спасла наруџбина и куповина лиценце од стране фабрике мотора у Раковици.

## Спецификација

### Основне карактеристике
- Тип: турбомлазни мотор
- Дужина: 1,2 м
- Пречник: 405мм
- Маса: 72 кг

### Делови
- Компресор: једноделни центрифугални
- Комора за сагоревање: Прстенаста са ротационим убризгавањем горива
- Турбина: једноделна са 24 или 25 сечива
- Тип горива: Џет А1

### Одлике
- Макс. потисак: 1,6 kN
- Однос притиска: 3,95:1
- Температура турбине: 700 °C
- Потрошња горива: 0.117 kg N-1 h-1
- Однос масе и потиска: 22,2 N kg-1

## Коришћење
Овај модел мотора користио се у следећим летелицама:
- Капрони тренто F.5
- Кастел-Мабусин CM-08R9.8 Киклоп
- CVV 6 Кангуро
- Даглас DC-3
- Фуга CM.130
- Икарус 451
- Икарус S451М
- Икарус 452М
- Мантели AM-12
- Мајлс спероуџет
- Пајен Pa 49
- Шорт SB.4 Шерпа
- СИПА S.200 Миниџет
- СИПА S.300
- Сомерс-Кендал SK-1
- Суд-Ест Бретањ